# Comuna Misteciko, Brusîliv
Misteciko (în ucraineană Містечківська сільська рада) este o comună în raionul Brusîliv, regiunea Jîtomîr, Ucraina, formată din satele Kovhanivka și Misteciko (reședința).

## Demografie
Componența lingvistică a satului Misteciko
     Ucraineană (97,92%)
     Rusă (1,78%)
     Alte limbi (0,3%)
Conform recensământului din 2001, majoritatea populației satului Misteciko era vorbitoare de ucraineană (97,92%), existând în minoritate și vorbitori de rusă (1,78%).